# Холленс, Питер
Пи́тер Хо́лленс (англ. Peter Hollens, род. 4 марта 1982, Ашленд, Орегон, США) — американский певец и композитор. Занимается пением А капелла с 1999 года, когда был одним из основателей первой официальной акапелла группы в Орегоне «On The Rocks». Он регулярно выкладывает свои музыкальные видео на своем канале на YouTube.

## Карьера
Родом из Ашленда, штат Орегон, Холленс окончил бакалавриат Орегонского университета по вокальному направлению. После окончания Орегонского университета, Холленс стал участником университетской а капелла группы, с которой участвовал в соревнованиях а капелла групп по всем Соединенным Штатам. В 2010 он участвовал в телевизионном конкурсе The Sing-Off как участник и руководитель группы «On the Rocks», получив признание судей. Группа покинула шоу шестыми из десяти участвовавших групп.
В 2011 он открыл свой канал на YouTube, куда публикует свои музыкальные видео. В основном это а капелла каверы песен, которые он получает, совмещая отдельные записанные им партии. Неоднократно Холленс объединялся с другими артистами. Он часто сотрудничает с Линдси Стирлинг и Тейлор Дэвис. В августе 2014 количество подписчиков на его канале превысило 750 000 человек. В 2013 году Холленс зарегистрировался на краудфандинговой платформе Patreon для сбора средств для своего творчества.
В 2012 году Холленс выпустил свой первый альбом.
В 2013 году он сотрудничал с Эриком Уитакром для создания обучающей записи к композиции «Fly to Paradise» виртуального хора Эрика.
В 2014 году Холленс подписал контракт с Sony Music.

## Личная жизнь
Холленс женат на Эвен Холленс, основательнице акапелла группы «Divisi». У Эвен есть свой канал на YouTube, где она размещает свои музыкальные видео, иногда в сотрудничестве с мужем. 28 ноября 2013 года она опубликовала видео, из которого становится ясно, что она ждет ребенка. 31 марта 2014 года малыш появился на свет. Сына Питер и Эвен назвали Эшланд

## Синглы
- Seasons Of Love (А капелла) совместно с Эвен Холленс
- Poor Wayfaring Stranger (А капелла) совместно с The Swingle Singers
- Pray (А капелла) совместно с Терри Томасом из группы Committed и Кортни Дженсен из The Backbeats and Noteworthy.
- Lullaby (А капелла)
- Need You Now (А капелла) совместно с Эвен Холленс и Джейком Мултоном
- Firework (А капелла)[7]
- Born This Way (А капелла)
- What’s My Name/Only Girl (А капелла)
- Sleepwalking (А капелла)
- Skyrim совместно с Линдси Стирлинг[8]
- Somebody That I Used to Know (А капелла) совместно с Эвен Холленс
- Game Of Thrones совместно с Линдси Стирлинг
- Don’t Stop Me Now (А капелла) совместно с Джорджем Уотски
- The Hobbit, Far over the misty mountains (А капелла)
- The Hobbit 2, I see fire (А капелла))
- The Rains of Castamere (А капелла)
- Star Wars Medley совместно с Линдси Стирлинг
- 1000 Years совместно с Эвен Холленс и Линдси Стирлинг
- Jai Ho (А капелла) совместно с Alaa Wardi
- Baba Yetu (А капелла) совместно с Malukah
- May it Be из фильма Властелин Колец совместно с Тейлор Дэвис[9]

## Дискография
- (Covers (VOL. 2) (2012))
- (Covers (VOL. 1) (2012))
- (HOLLENS (HD) (2012))